# Pintura na Suécia

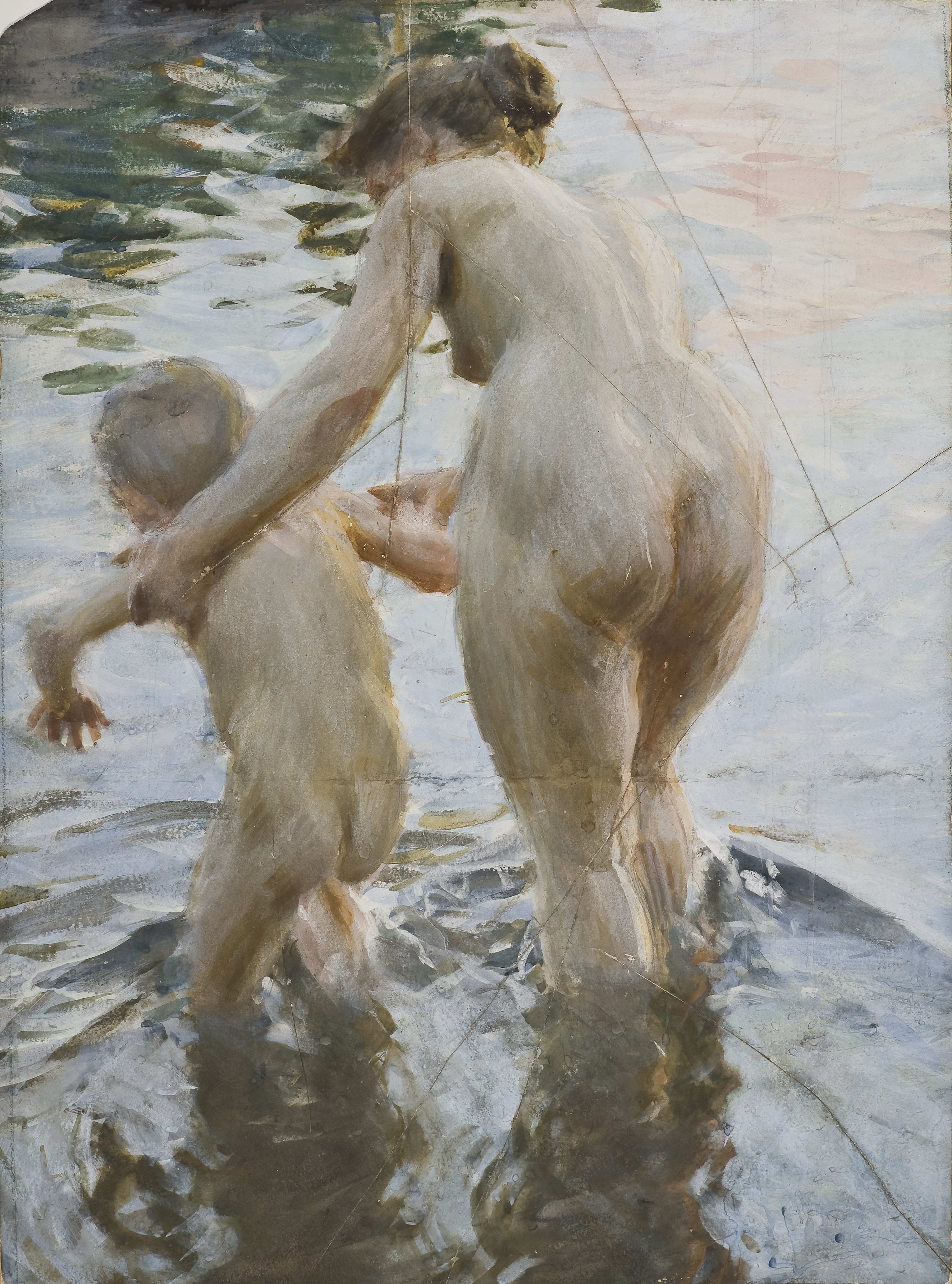
A primeira vez de Anders Zorn (1888)

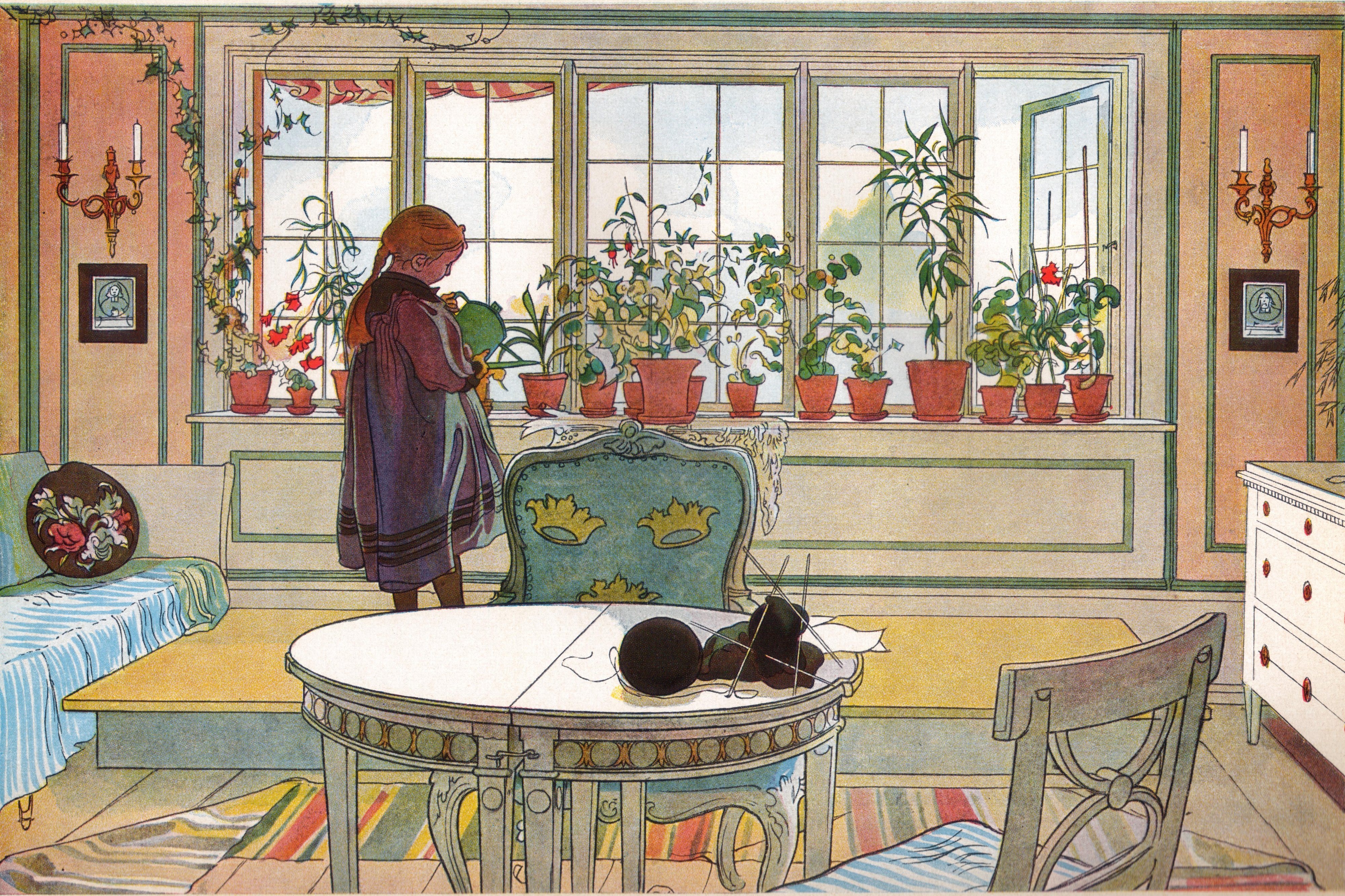
Flores na janela de Carl Larsson (1894)

A pintura na Suécia combina tradições suecas com impulsos vindos do exterior. As influências vieram da Europa – sobretudo Alemanha, Holanda, França, Itália e Inglaterra - e nos tempos mais recentes, dos Estados Unidos.

## Pinturas rupestres da Pré-história
Têm sido encontrados vários exemplos de pinturas rupestres em superfícies rochosas ao ar livre em locais como Hästskotjärn (Jämtland), Fångsjön (Jämtland) e Ruvallen (Härjedalen). A maior parte dos achados estão localizados na região da Norlândia no norte do país, estando datados para ca. 4 000-2 000 a.C. Fora desta área também há registar Bärfendal na província histórica da Bohuslän, datada para 6 000 a.C. e Torslanda, na proximidade da cidade de Gotemburgo. Os autores destas pinturas usavam vermelho-ocre nas suas representações de animais selvagens e silhuetas humanas.

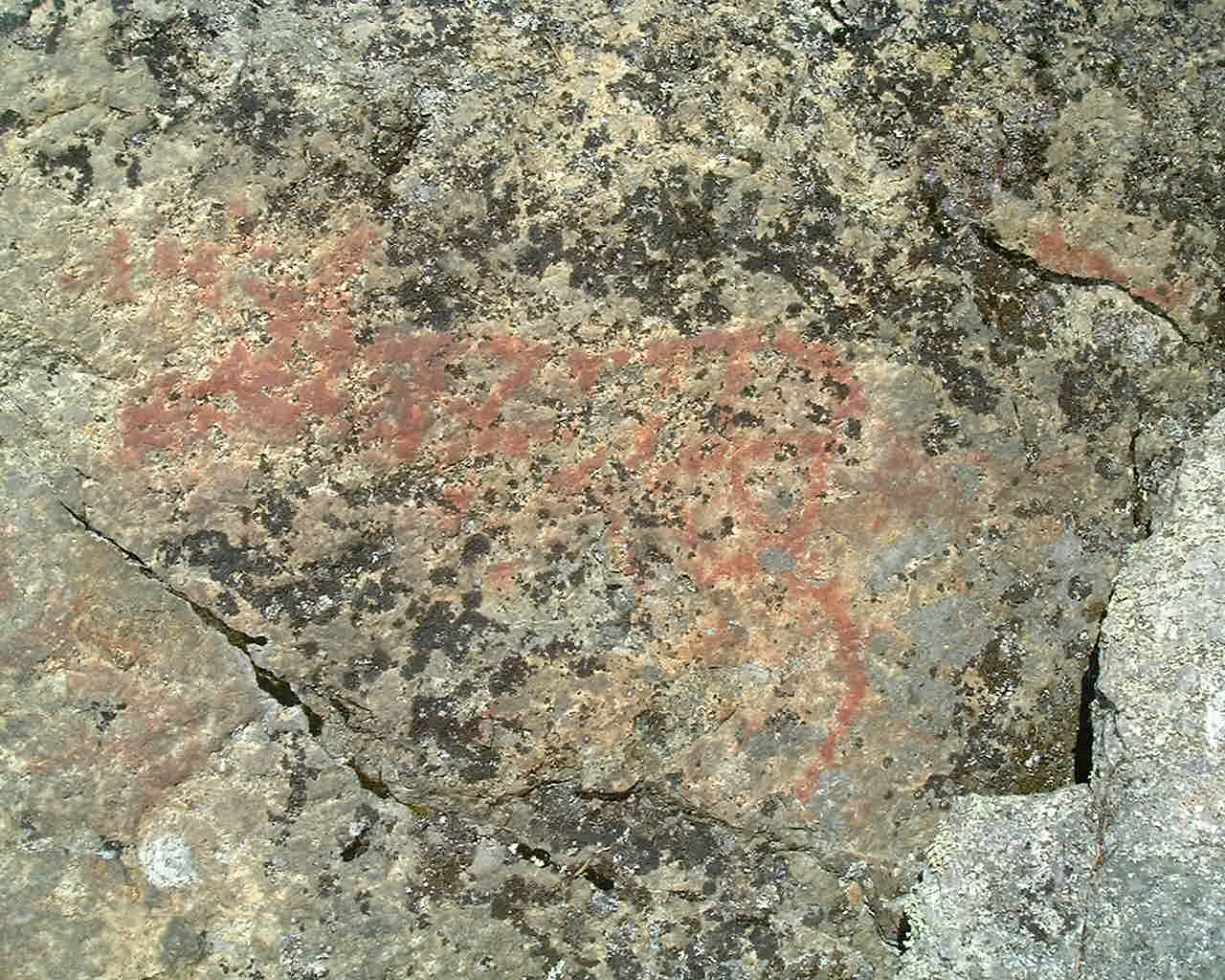
Alce – pintura rupestre Fångsjön (Jämtland)
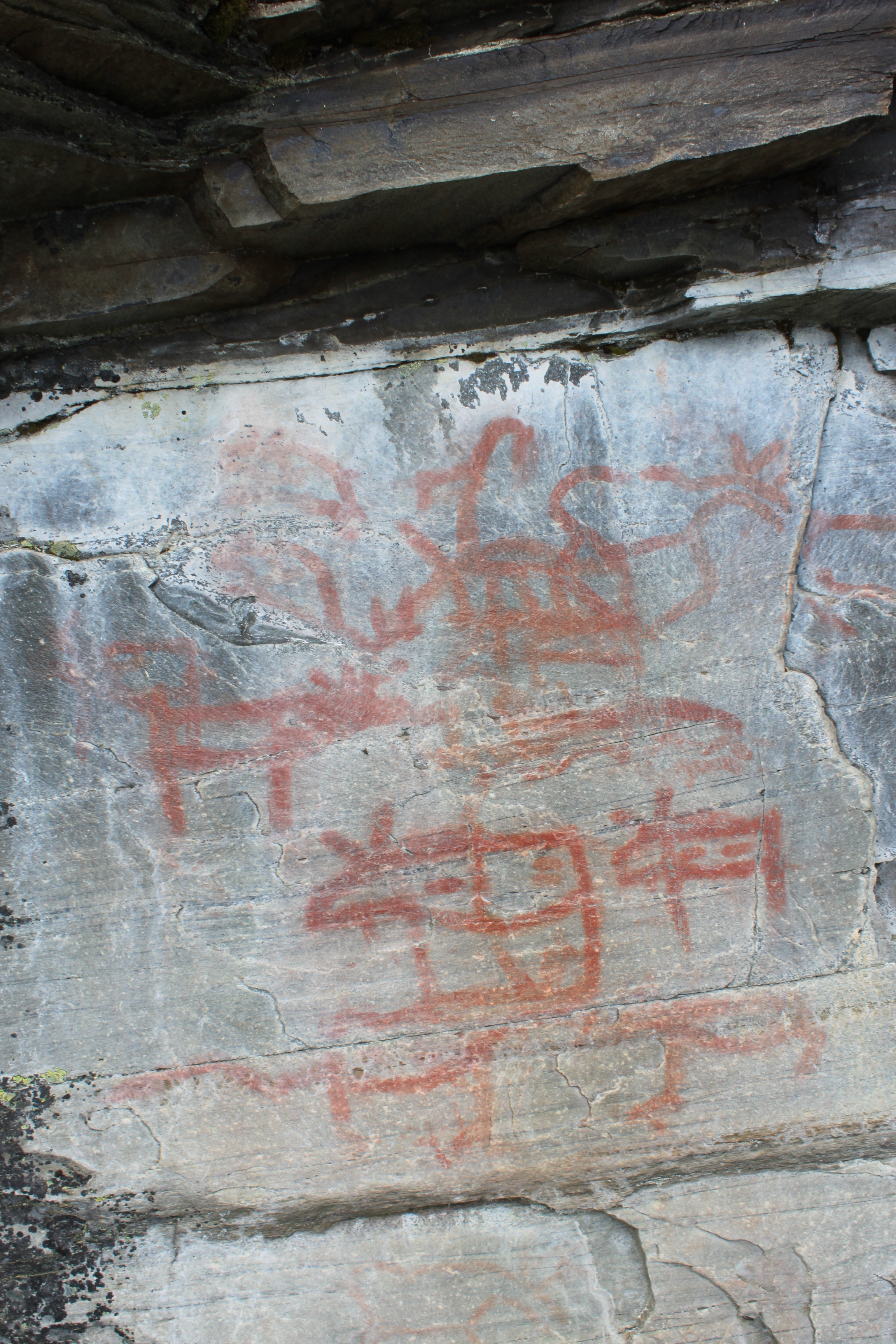
Alce, rena, urso e figuras humanas Ruvallen (Härjedalen)
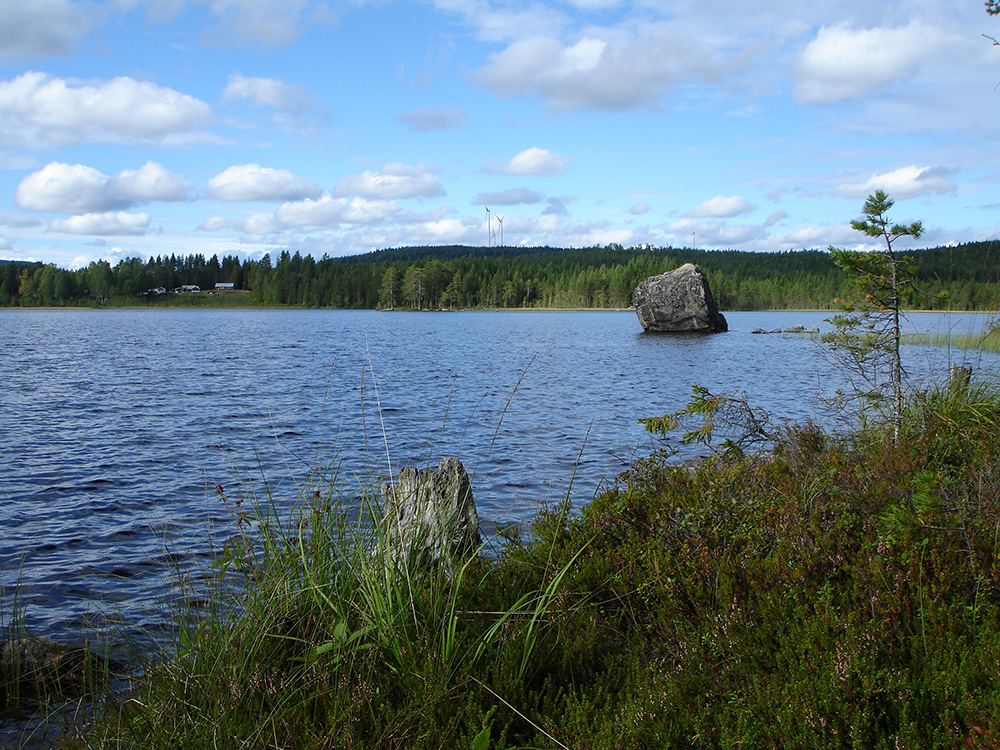
Lago Åbodsjön com pedregulho contendo pintura rupestre (Ångermanland)

## Pintura medieval
Em termos históricos, a Idade Média na Suécia vai do ano 1050 ao ano 1520, altura em que Gustavo Vasa sob ao trono do país.
É uma época de intensa cristianização, refletida numa arte ligada às igrejas, onde a pintura tem uma certa importância. A maioria da população vivia no campo em casas de madeira não-pintadas.

### Românico
Entre 1050 e 1250, domina o estilo românico entre os pintores suecos. Uma grande parte das obras de pintura desapareceu, embora tenham sobrevivido algumas peças murais, frequentemente ”al secco”.
A Igreja de Santa Maria de Vä (Sankta Mariakyrkan i Vä) na Escânia contém pinturas murais com alguma influência bizantina.

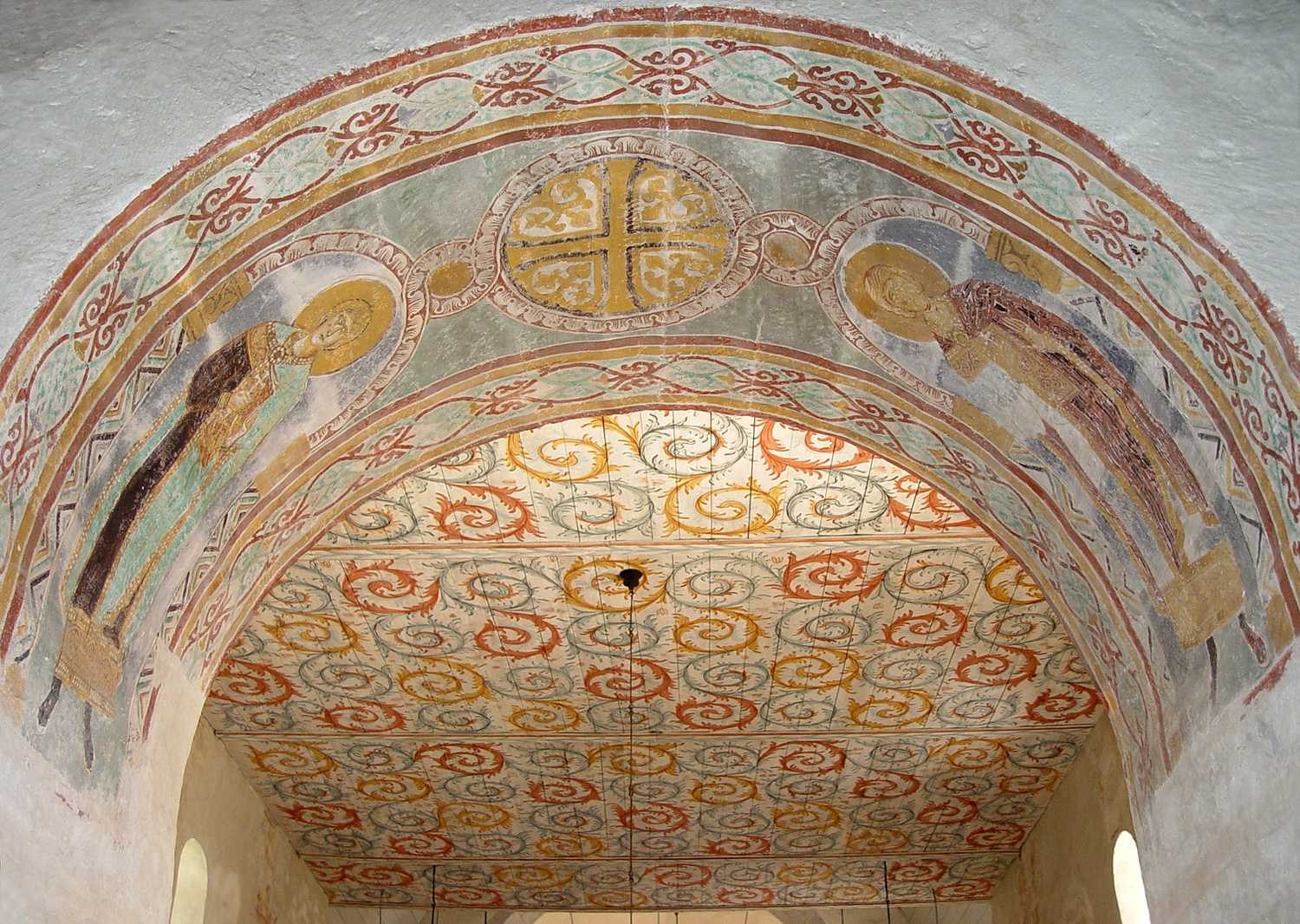
Igreja de Garde (Garde kyrka) Gotlândia
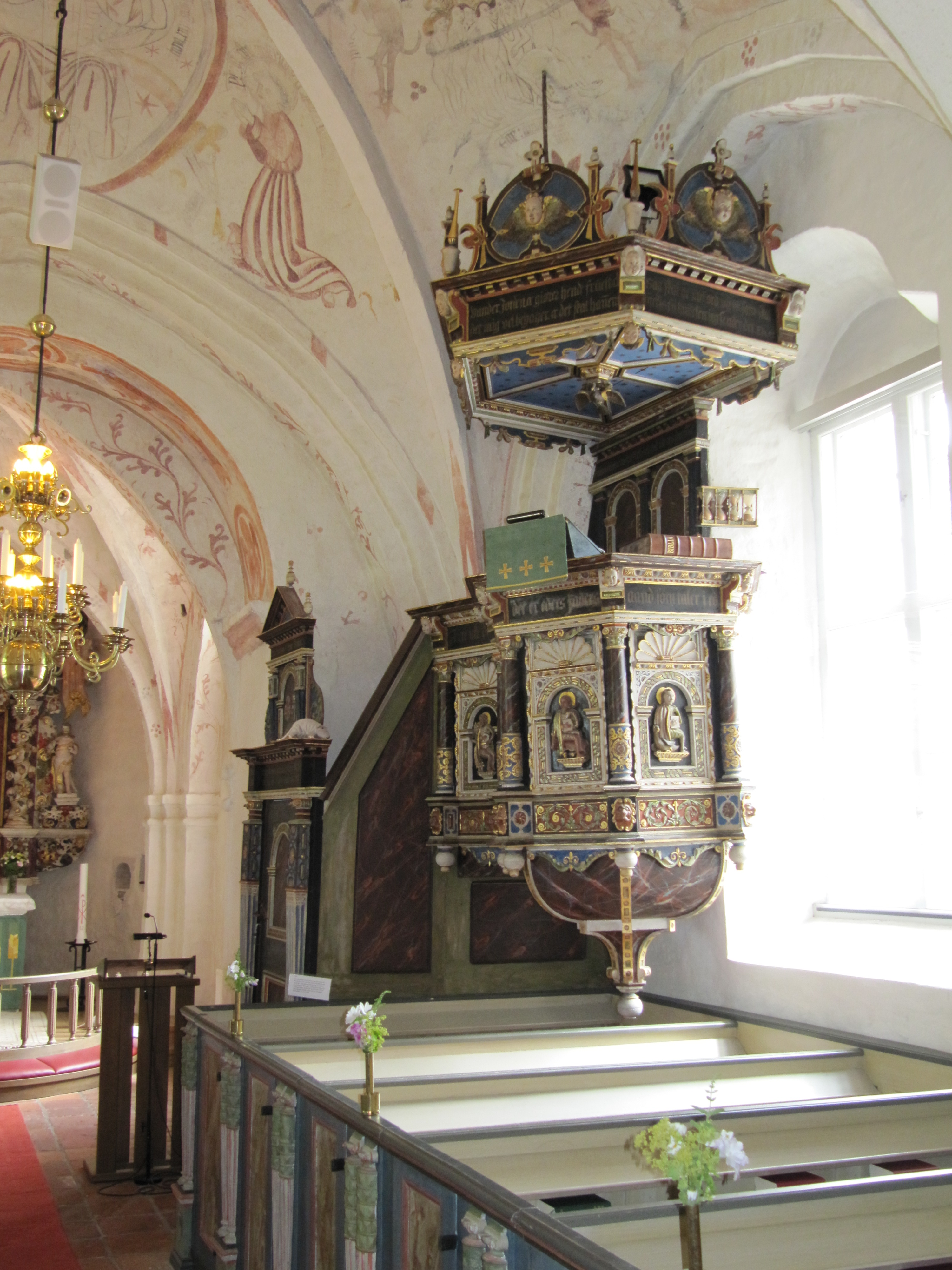
Igreja de Gualöv (Gualövs kyrka) Escânia
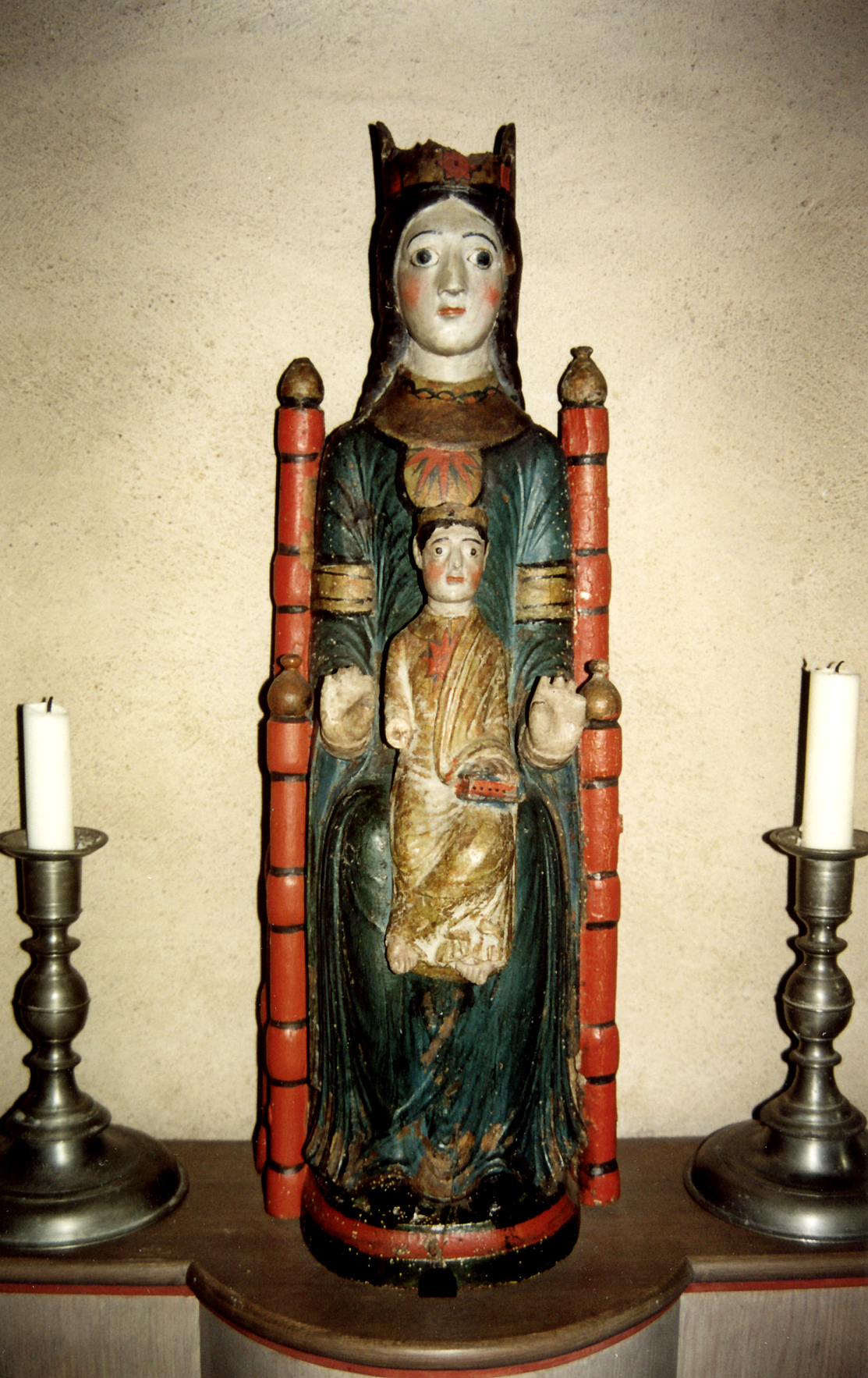
A rainha do céu (Himladrottningen) Östergötland

### Gótico
De 1250 até 1520, o estilo gótico é dominante, com a sua graciosidade e elegância aplicadas a motivos naturalistas.
Johannes Rosenrod, Albertus Pictor e o Mestre Amund, são alguns dos grandes expoentes deste período.

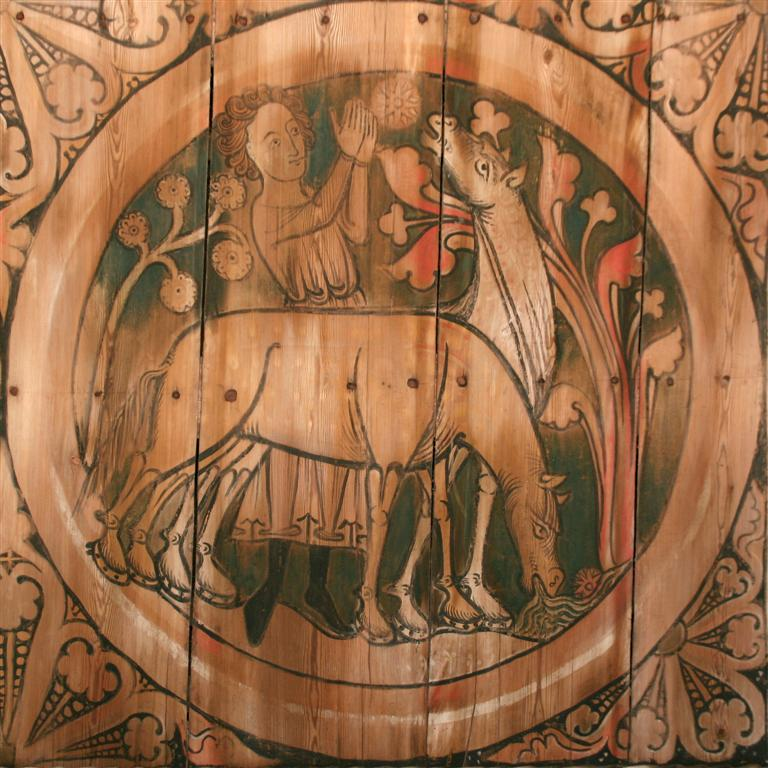
Pintura no teto da Igreja de Dädesjö (século XIII, Sighmunder)
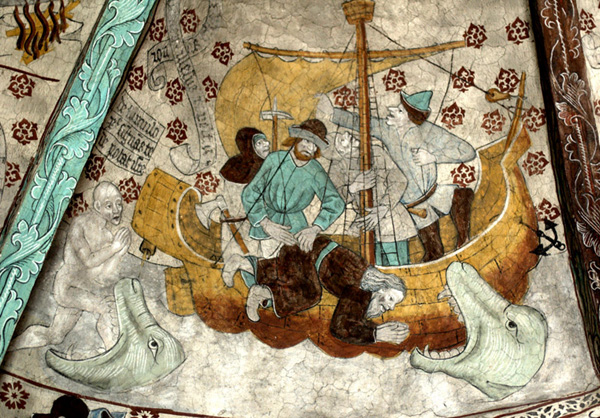
Pintura mural na Igreja de Härkeberga (século XV, Albertus Pictor)
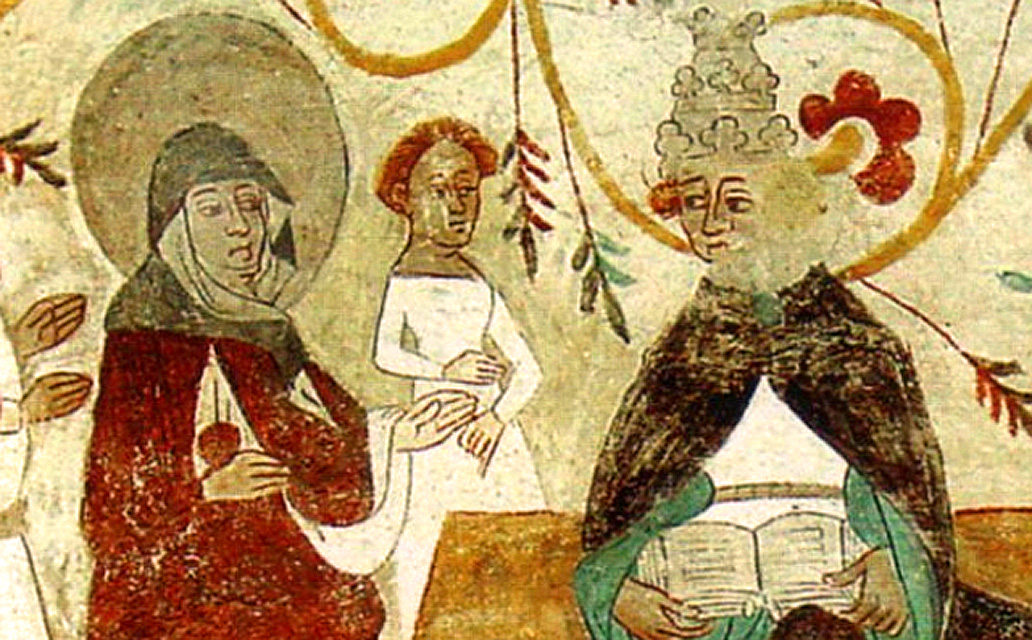
Santa Brígida e o papa Urbano V na Igreja de Tensta na Uplândia (século XV, Johannes Rosenrod)

## Gustavo Vasa e o Renascimento
Com a chegada do Renascimento à Suécia, o rei e a nobreza começam a fazer decorar os seus palácios e casas. Mestres estrangeiros, sobretudo da Holanda e da Alemanha, foram chamados para executar pinturas e ensinar as suas técnicas e estilos.

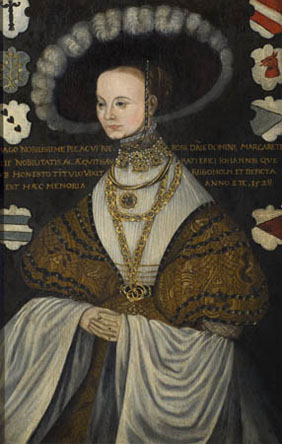
Retrato de Margareta Eriksdotter Vasa, irmã de Gustavo Vasa (1528, autor desconhecido)
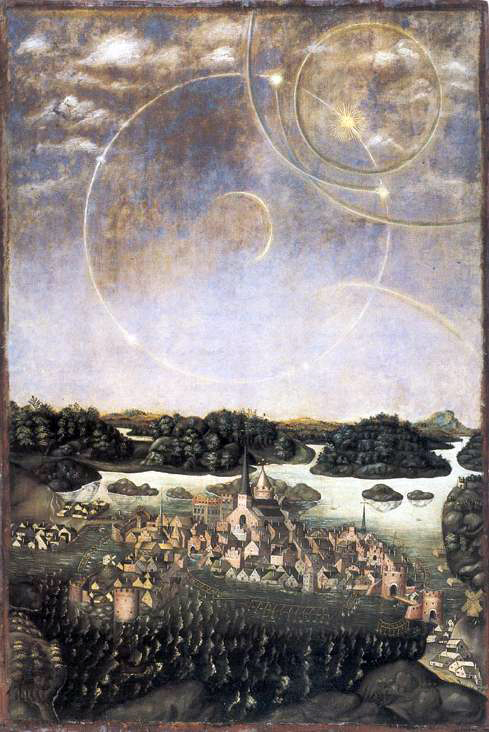
Vädersolstavlan (Quadro do Sol do tempo), mostrando a primeira imagem pintada da cidade de Estocolmo (século XVII, Urban Larsson)
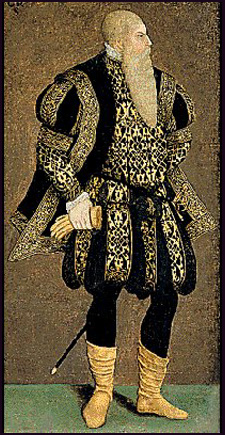
Retrato de Gustav Vasa, exposto no Castelo de Gripsholm (1558, autor desconhecido)

## Barroco
O século XVII começou com muitas guerras. A Suécia ocupou a cena militar e política como uma grande potência no Norte da Europa. A arquitetura e a escultura foram objeto de interesse e recursos, mas não a pintura.
A meio do século o país entrou finalmente num período de paz. A rainha Cristina e os grandes senhores como Magnus Gabriel De la Gardie dedicaram-se então a embelezar os seus palácios. Artistas estrangeiros foram chamados para essa tarefa.
O estilo que veio a dominar a época foi o barroco, com os seus fortes tons teatrais e o seu apelo aos fortes sententimentos.
O pintor David Klöcker Ehrenstrahl, de origem alemã, trouxe a estética europeia continental para a Suécia. Durante 40 anos, foi pintor da corte, servindo a rainha Hedviga Eleonora e o seu filho o rei Carlos XI. 

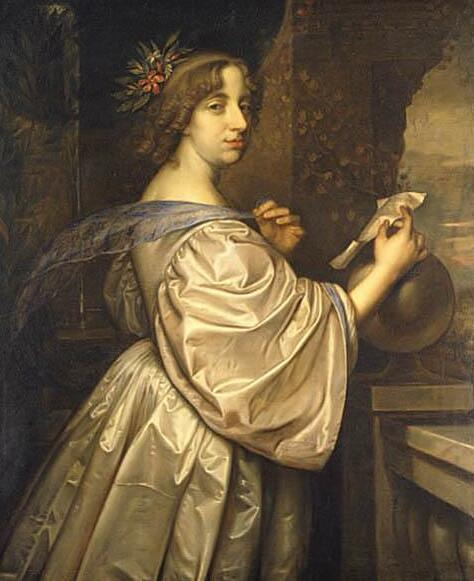
A Rainha Cristina (1650, David Beck)
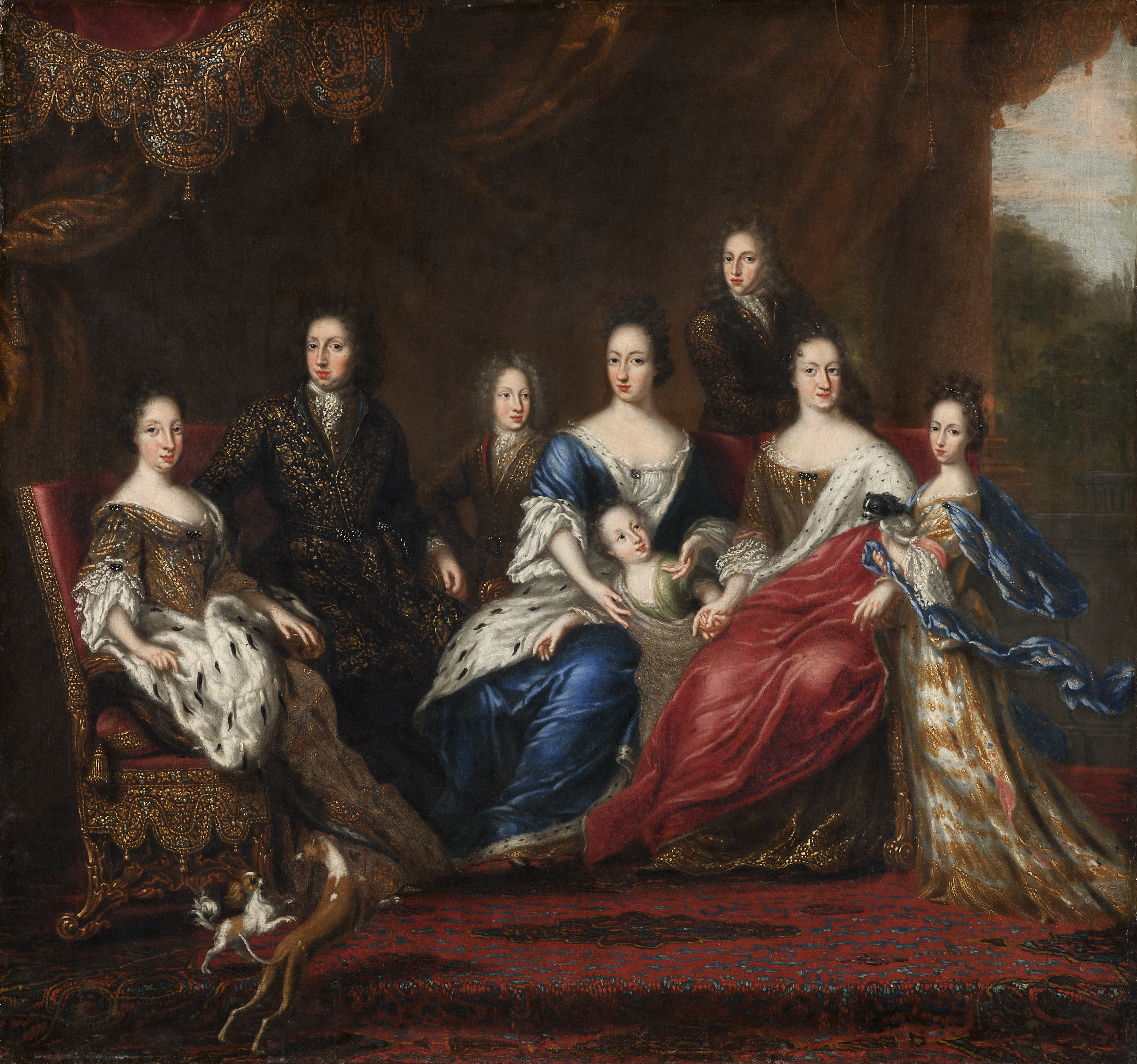
Retrato da família de Carlos XI (1686-87, David Klöcker Ehrenstrahl)
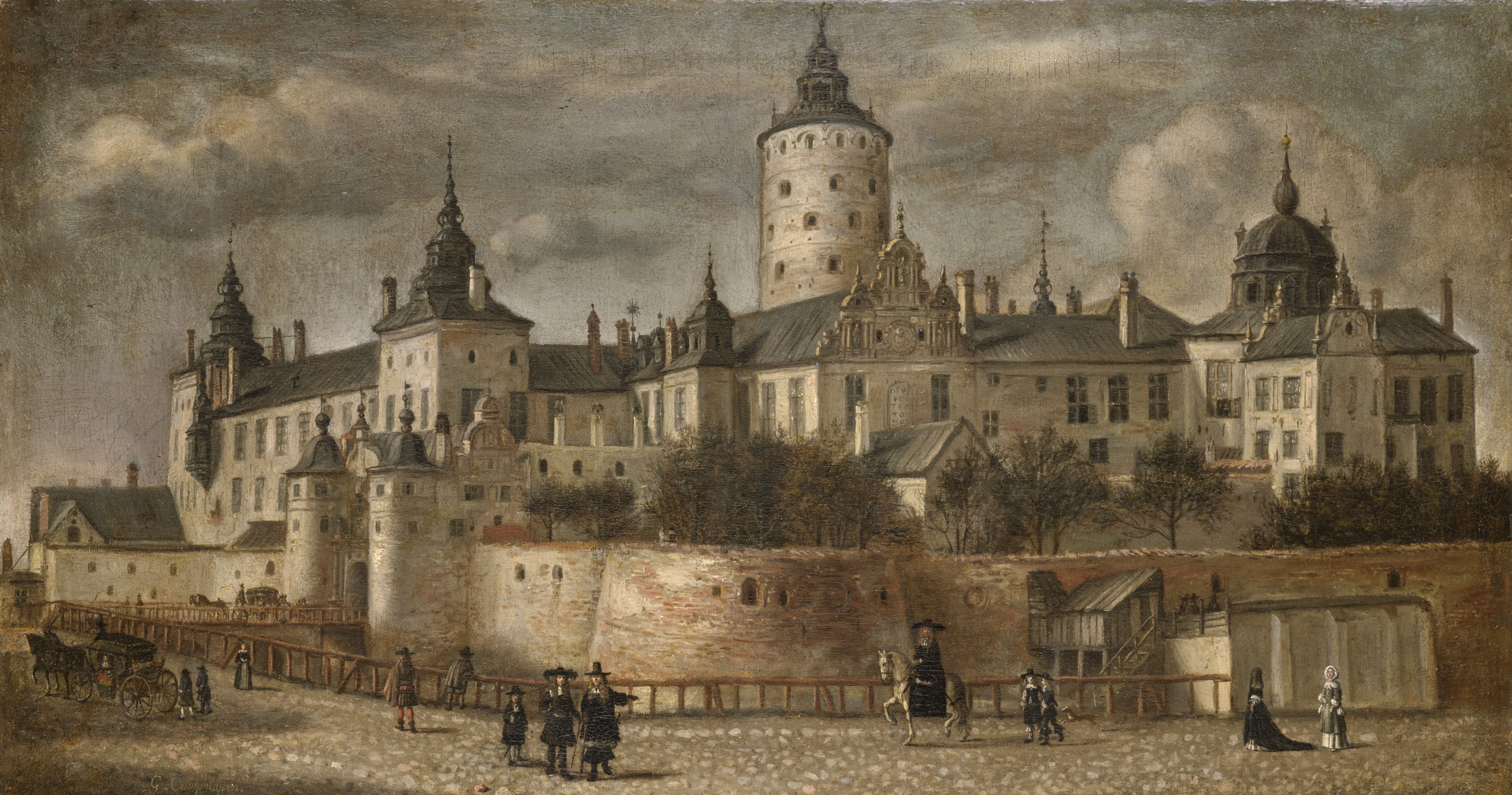
O Castelo das Três Coroas (1661, Govert Camphuysen)

## Rococó e Neoclassicismo
O século XVIII começa com os tempos de guerra e da austeridade artística do reinado de Carlos XII. Com a sua morte, e a ascensão ao poder da rainha Ulrica Leonor, a Suécia volta à construção e decoração de  palácios. Vários artistas franceses, com destaque para Guillaume Taraval, são chamados ao país, onde introduzem o estilo rococó, com as suas cores suaves e motivos graciosos.
Na década de 1760, novos ventos, também vindos de França, trazem o estilo neoclássico, com as suas formas harmoniosas e de lirismo da natureza.
Depois da viagem de Gustavo III a Itália, o neoclassicismo sueco assume a forma do estilo gustaviano – o expoente máximo da criação artística, na história da Suécia.
Ao mesmo tempo, começa a sentir-se na pintura uma aragem romântica vinda da Inglaterra.   

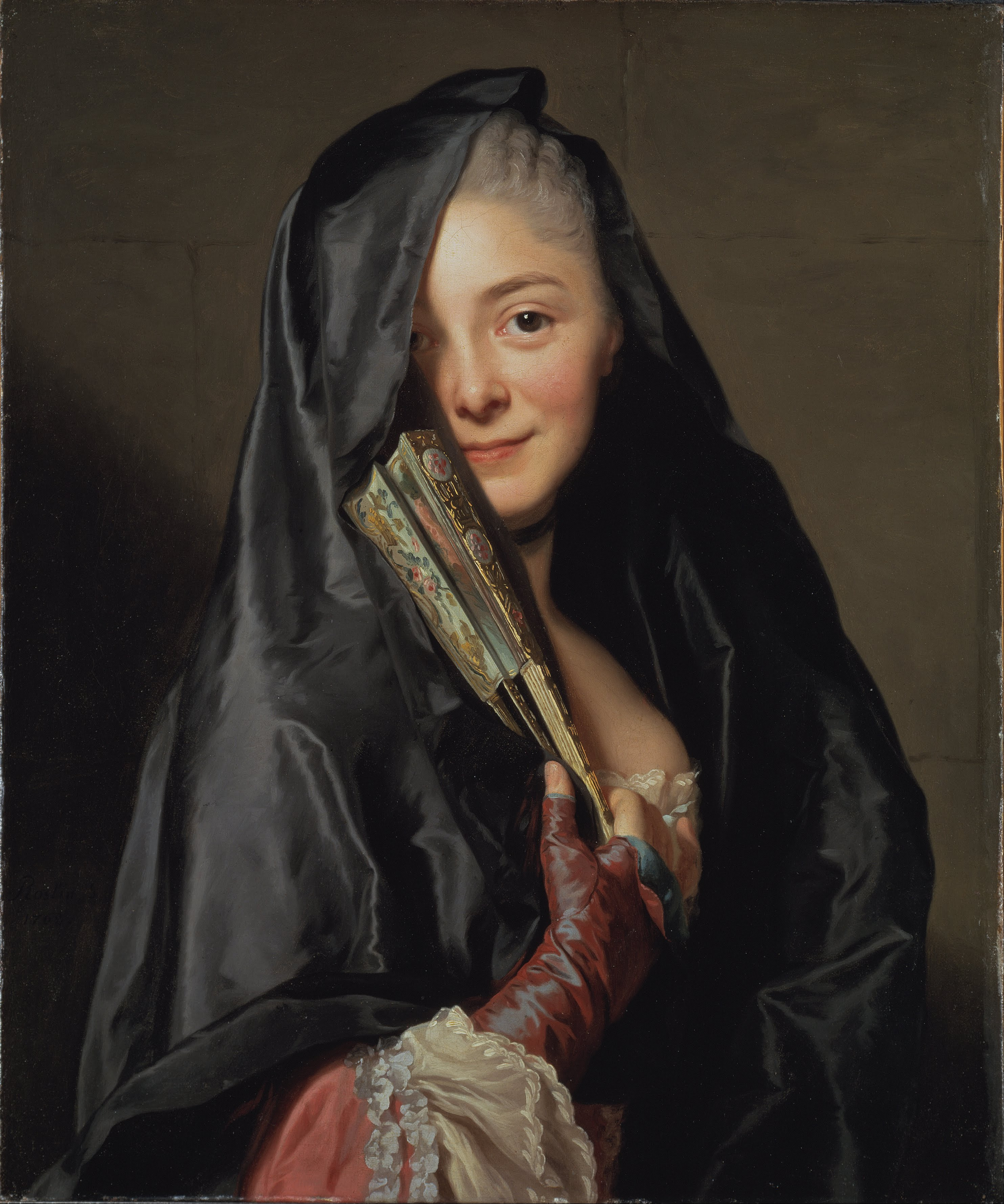
A dama com o véu (Damen med slöjan) (1768, Alexander Roslin).
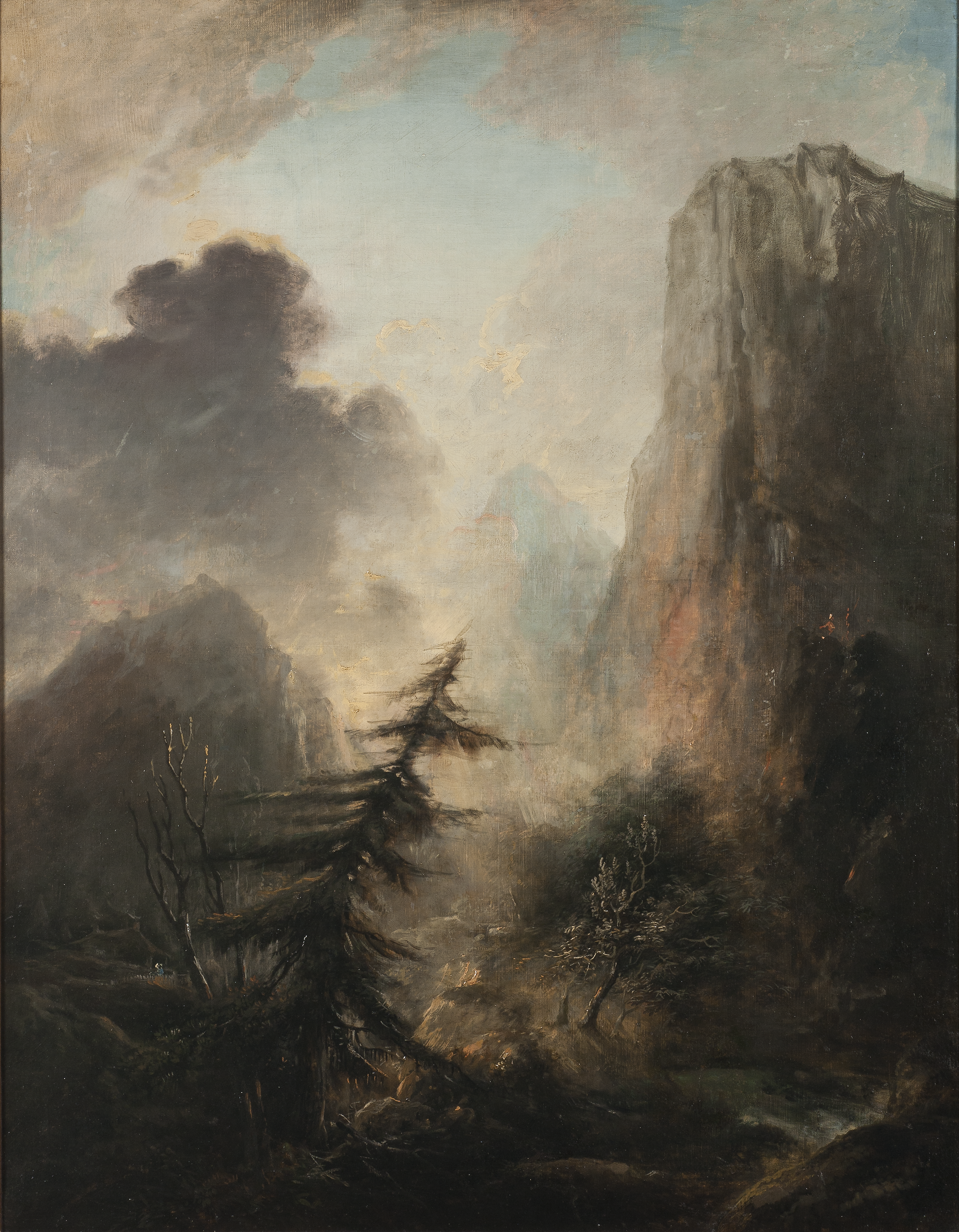
Paisagem romântica com pinheiro (Romantiskt landskap med gran) (1768-80, Elias Martin)
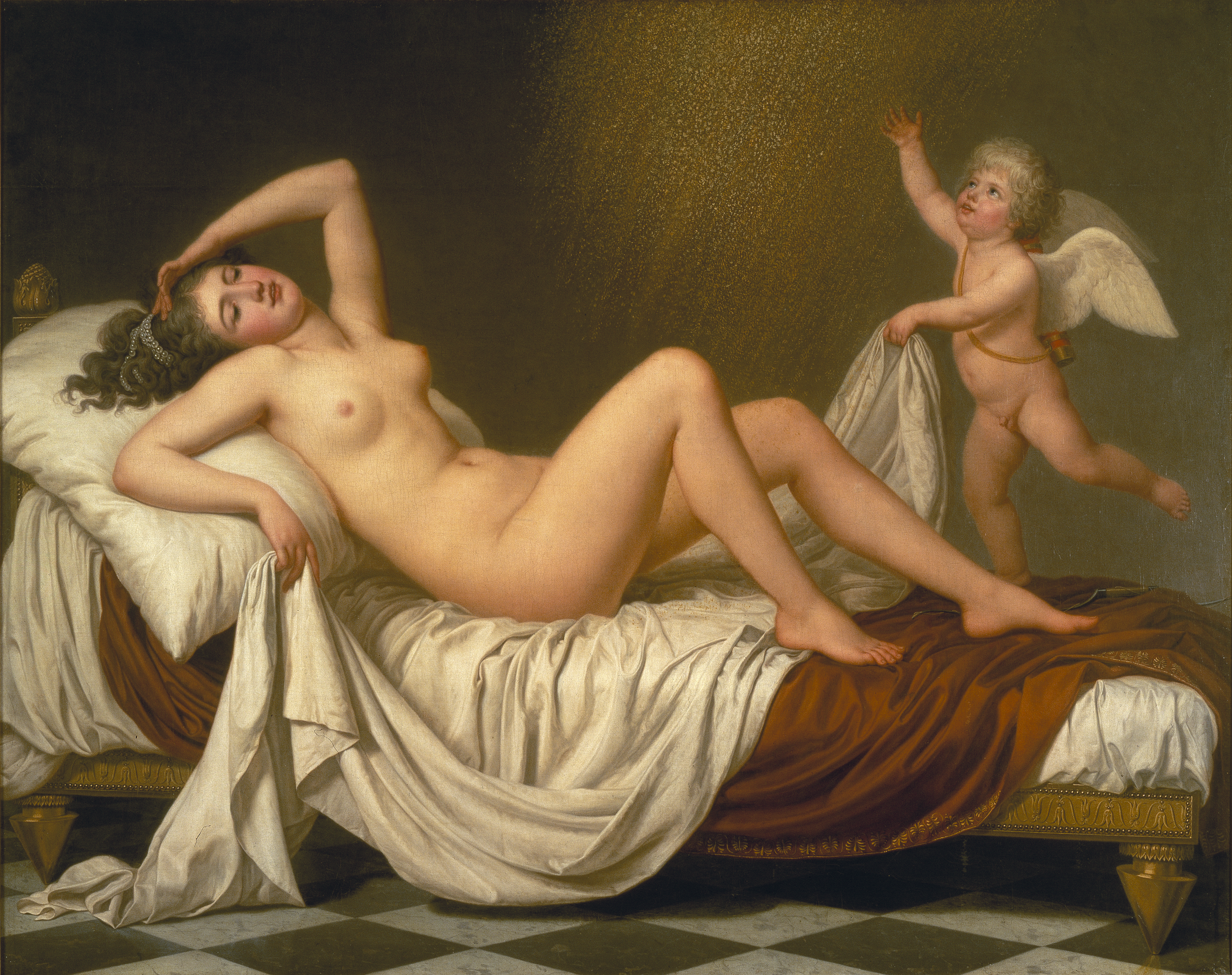
Danaë e a chuva de ouro (Danaë och guldregnet) (1787, Adolf Ulrik Wertmüller)

## Romantismo, Realismo e Simbolismo
No século XIX entra em cena uma burguesia sustentada na forte industrialização do país. As encomendas de obras de artes deslizam da igreja e casa real para as novas famílias endinheiradas. Os artistas lutam pela sua sobrevivência e eventual sucesso.
Os motivos agora procurados abrangem não só os retratos de pessoas importantes mas também as paisagens e as cenas da vida popular.
A perspetiva romântica domina na primeira parte do século, transitando sucessivamente para uma abordagem realista.
Ao regressarem de França, muitos pintores suecos procuram o ar livre e descobrem a luminosidade nórdica. O realismo das suas obras desemboca cada vez mais num simbolismo e numa atmosfera de crepúsculo.

Midsommardans i Rättvik (Dança de verão em Rättvik) (1852, Kilian Zoll)
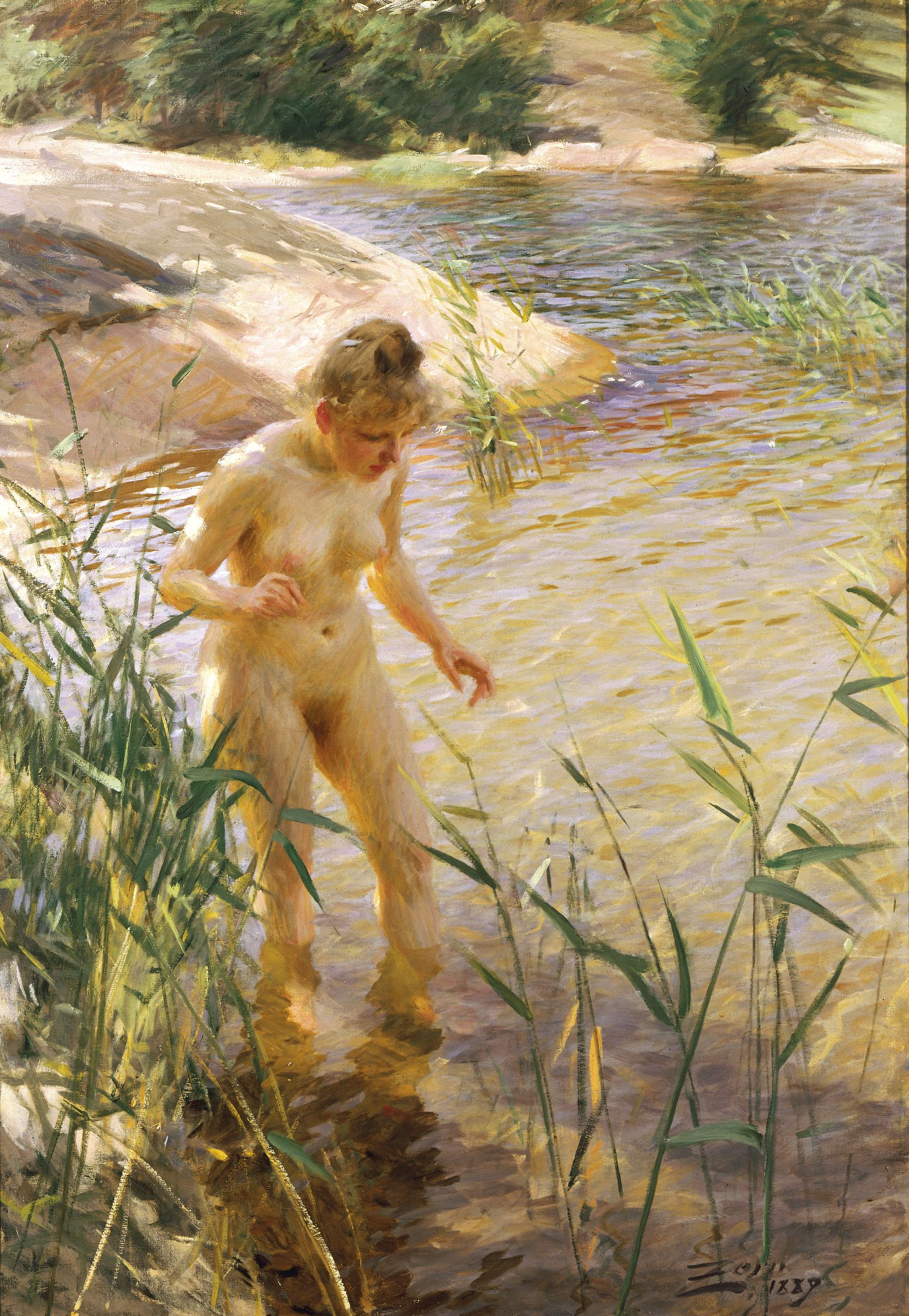
Reflexer (Reflexos) (1889, Anders Zorn)
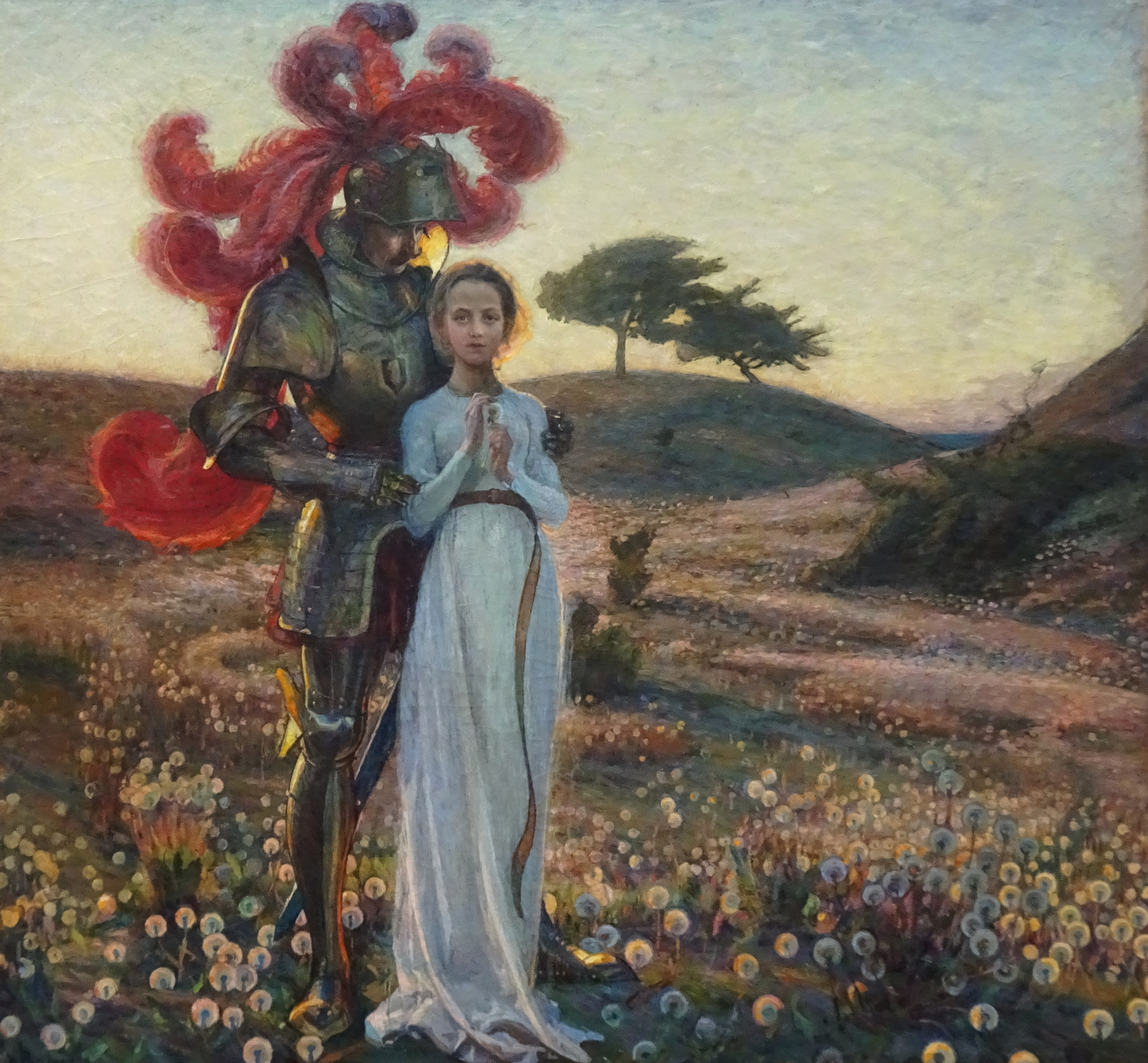
Riddaren och Jungfrun (O cavaleiro e a virgem) (1898, Richard Bergh)

## Romantismo Nacional, Modernismo e Expressionismo
O século XX é o século dos ismos. Estilos e correntes artísticas diversas coexistem, chegam e passam.
O romantismo nacional do século anterior marca o início deste século, sendo sucessivamente substituído pelo modernismo. A influência francesa é dominante, mas agora entram em cena fontes de inspiração vindas da Alemanha e da Holanda.
Na segunda metade do século, é a vez de Nova Iorque adquirir um protagonismo materializado no expressionismo abstrato.

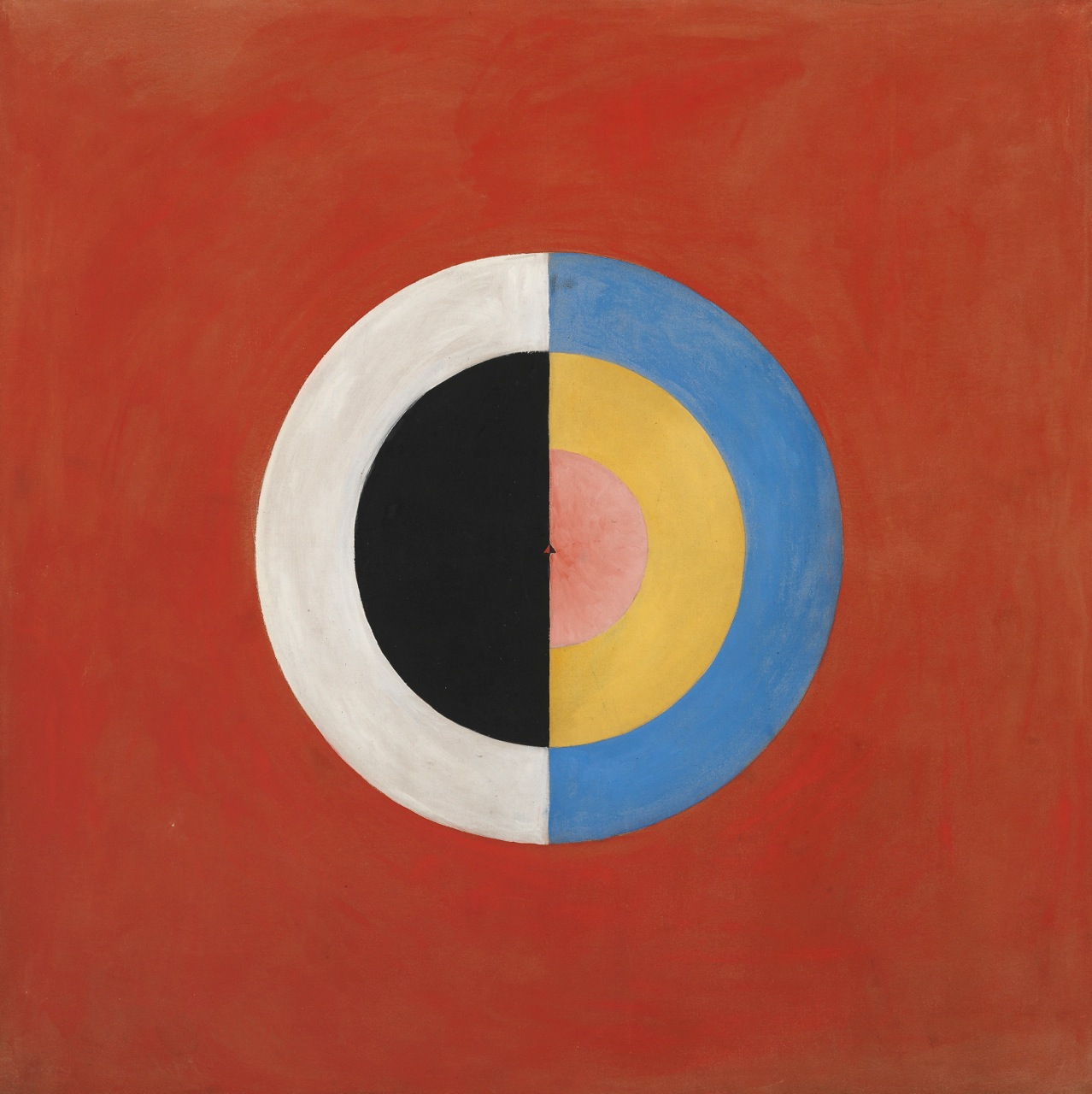
Svanen (O cisne) (1915, Hilma af Klint)
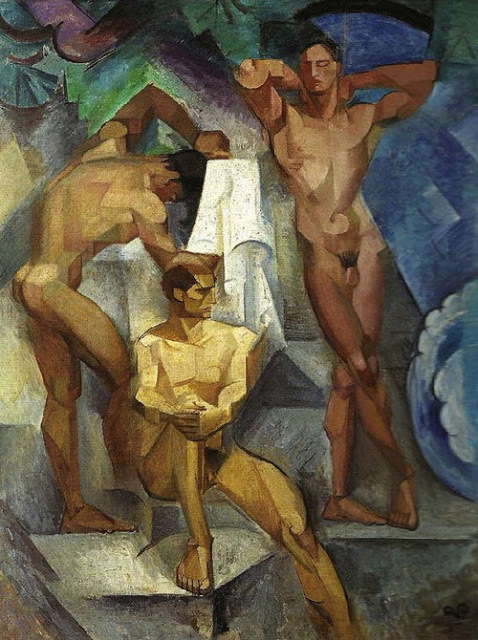
Badande ynglingar (Jovens no banho) (1914, Georg Pauli)
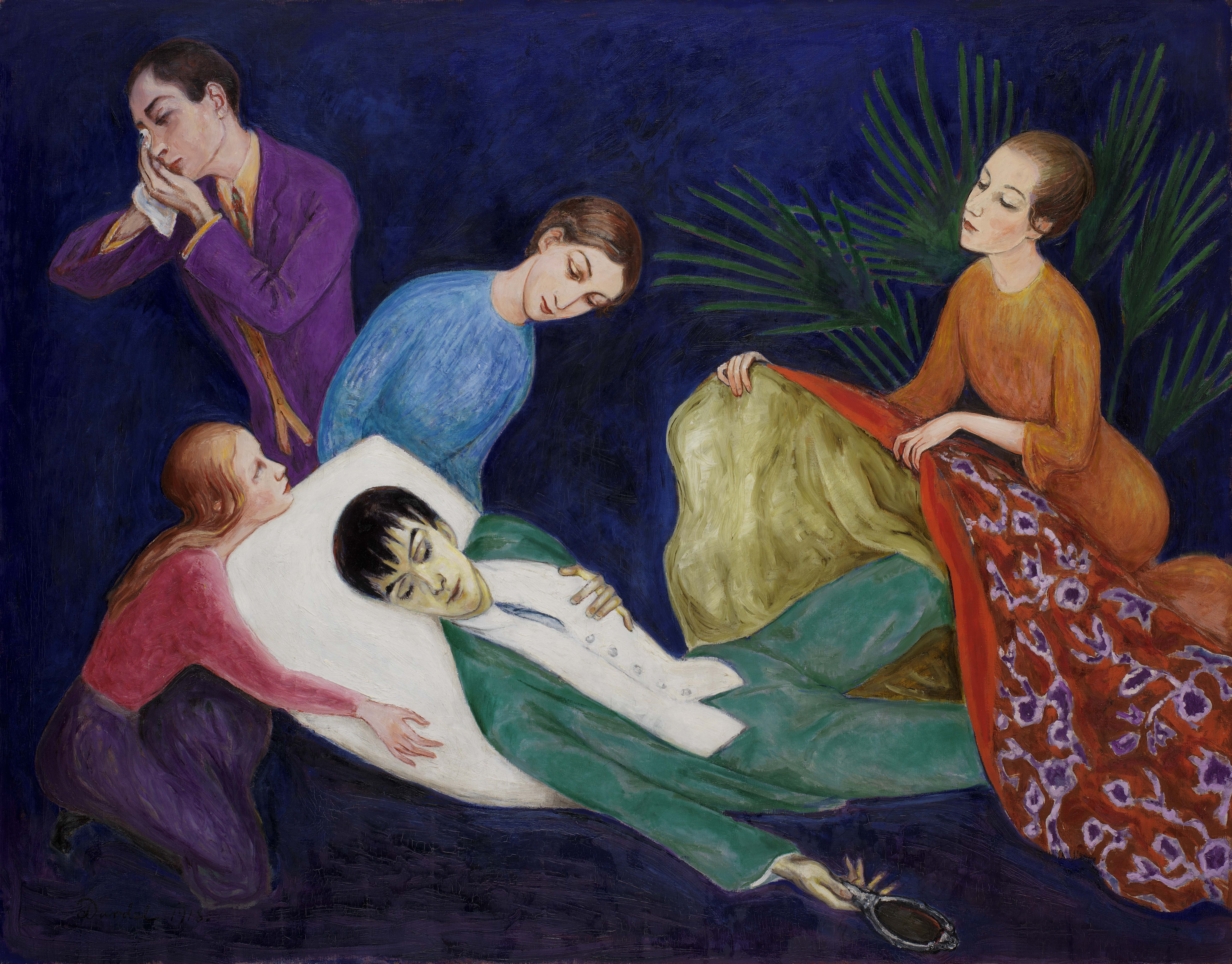
Den döende dandyn (O dandy moribundo) (1918, Nils Dardel)
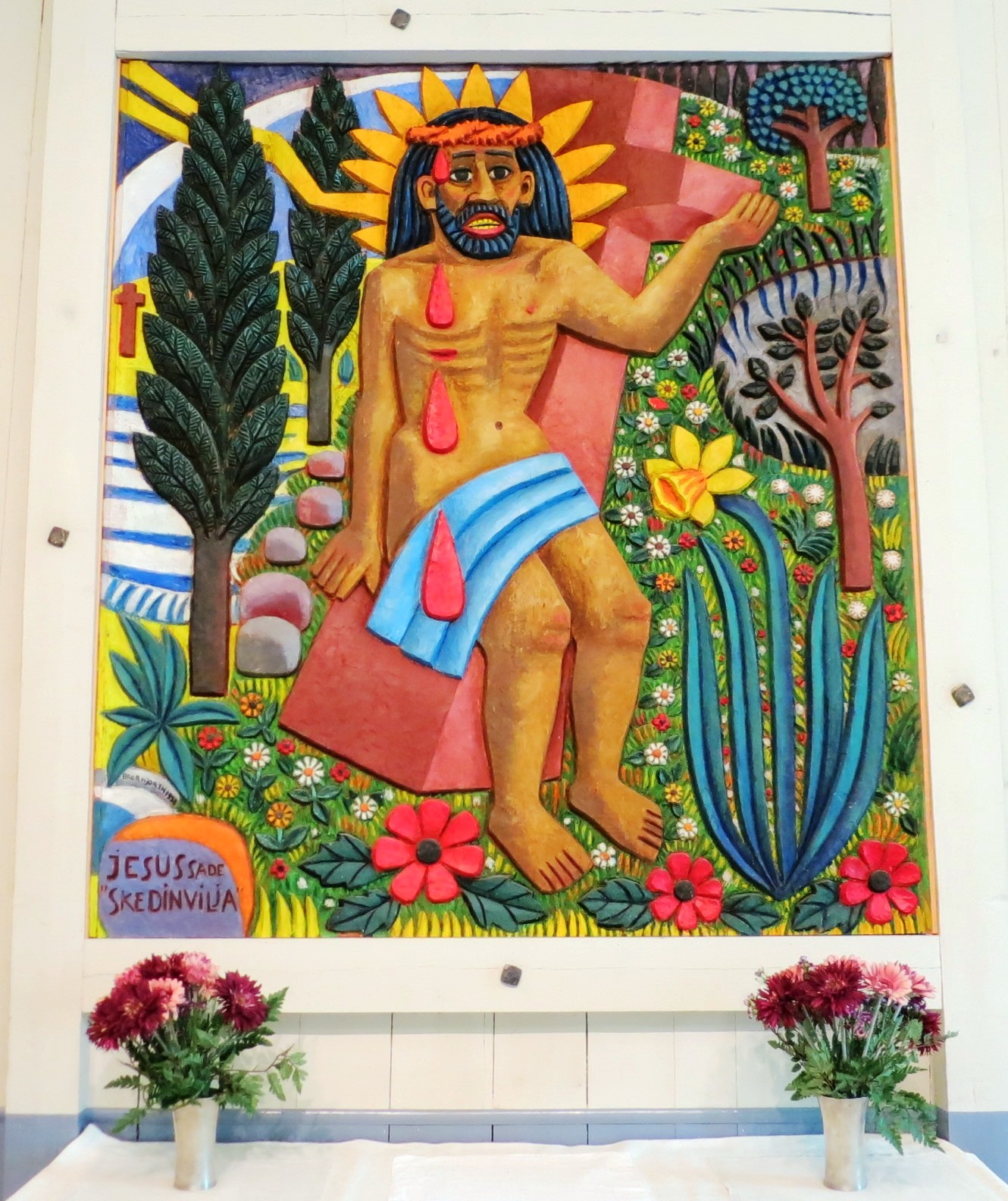
Hoppet (A esperança) (1940, Bror Hjorth)
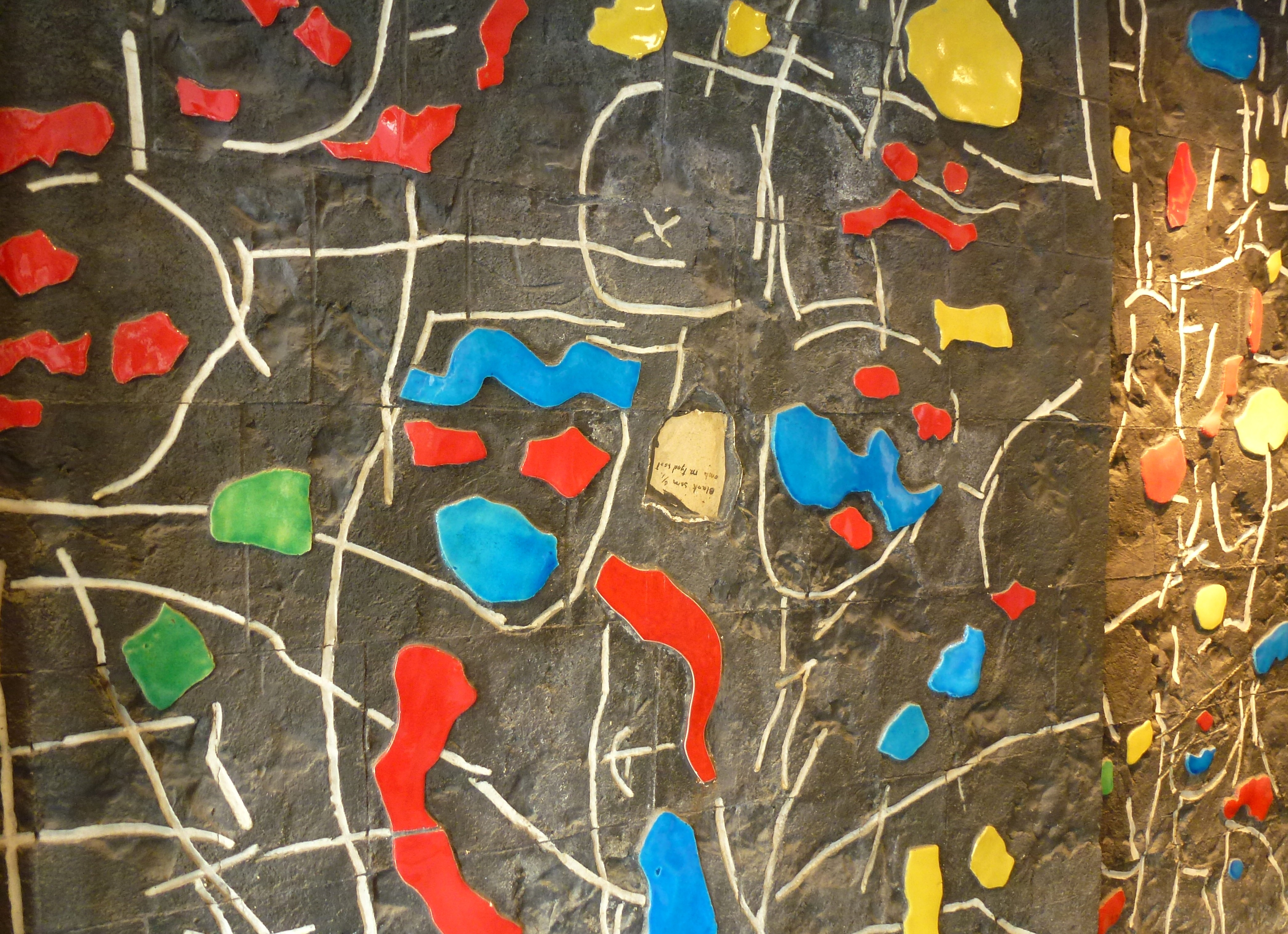
Dag och natt (Dia e noite) (Lennart Rodhe)
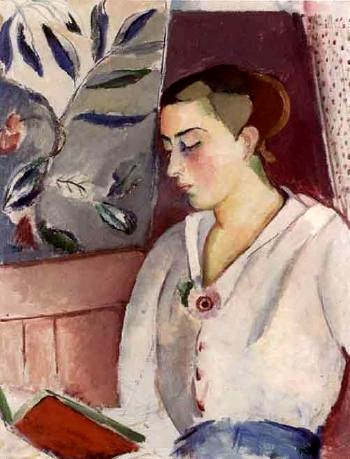
Mulher com livro (Kvinna med bok) (Leander Engström)

## Alguns pintores famosos
- Albertus Pictor (ca. 1450 - ca. 1509)
- David Klöcker Ehrenstrahl (1628–1698)
- Alexander Roslin (1718-1793)
- Gustaf Cederström (1845-1933)
- Carl Fredrik Hill (1849-1911)
- Carl Larsson (1853-1919)
- Richard Bergh (1858-1919)
- Anders Zorn (1860-1920)
- Hilma af Klint (1862-1944)
- Bror Hjorth (1894-1968)

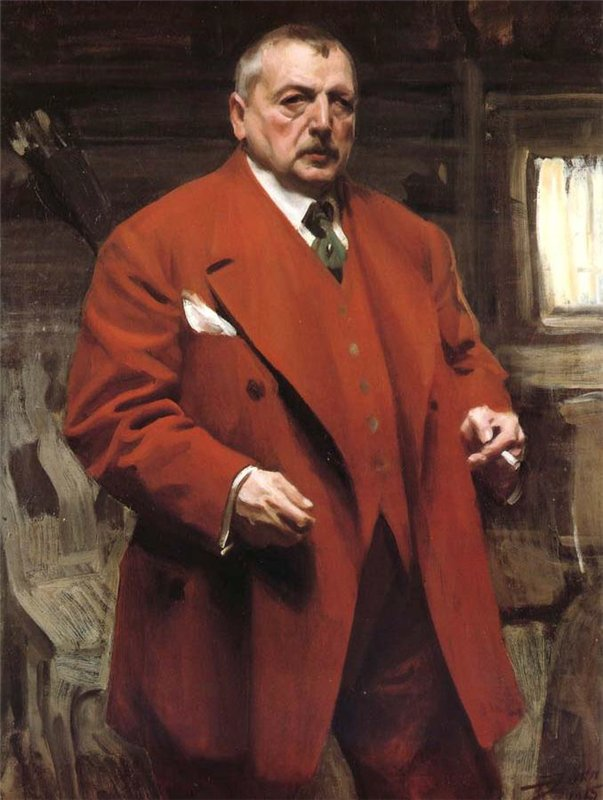
Anders Zorn Autorretrato a vermelho (1915)
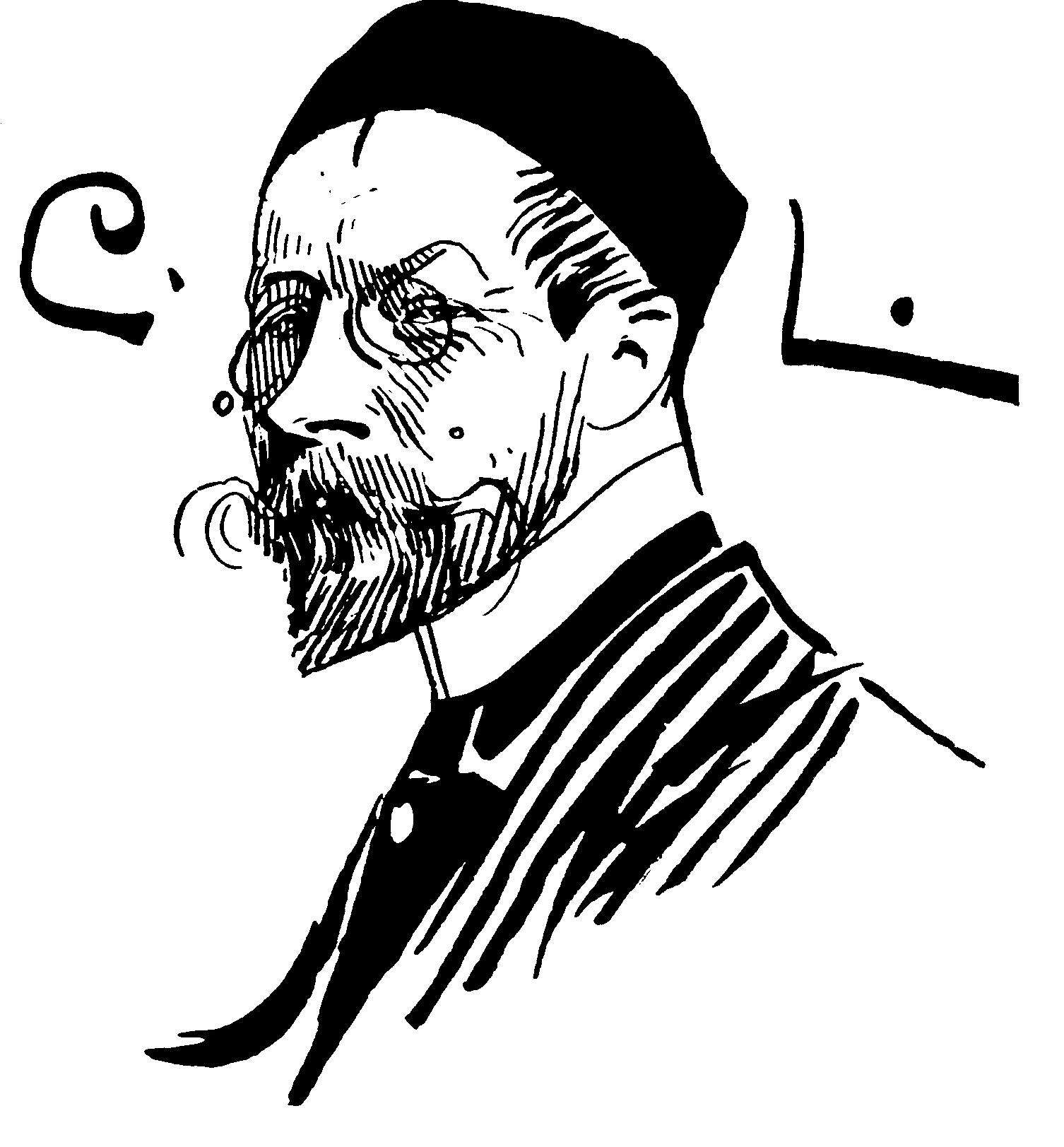
Carl Larsson Autorretrato (1891)
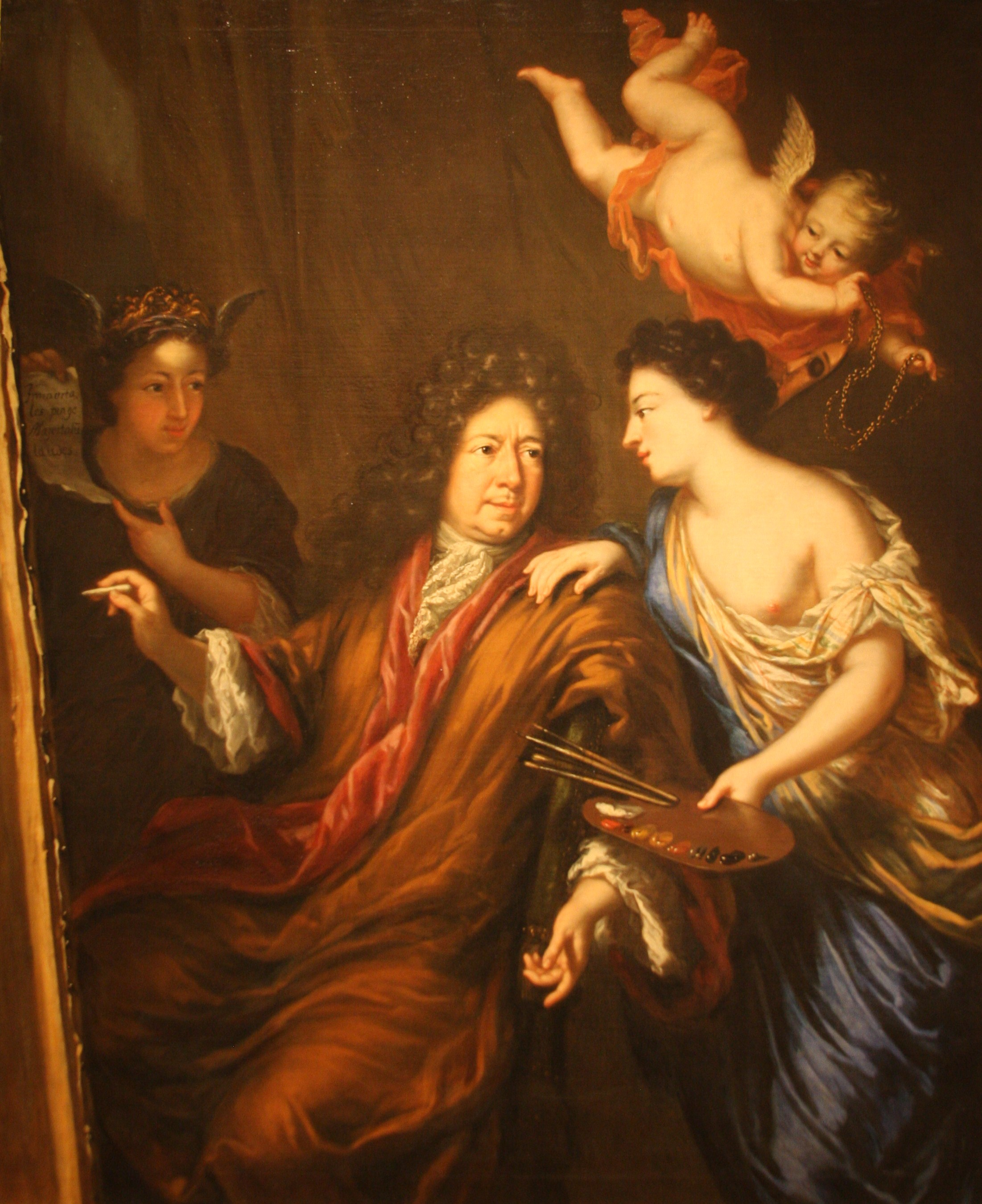
David Klöcker Ehrenstrahl Autorretrato (1691)
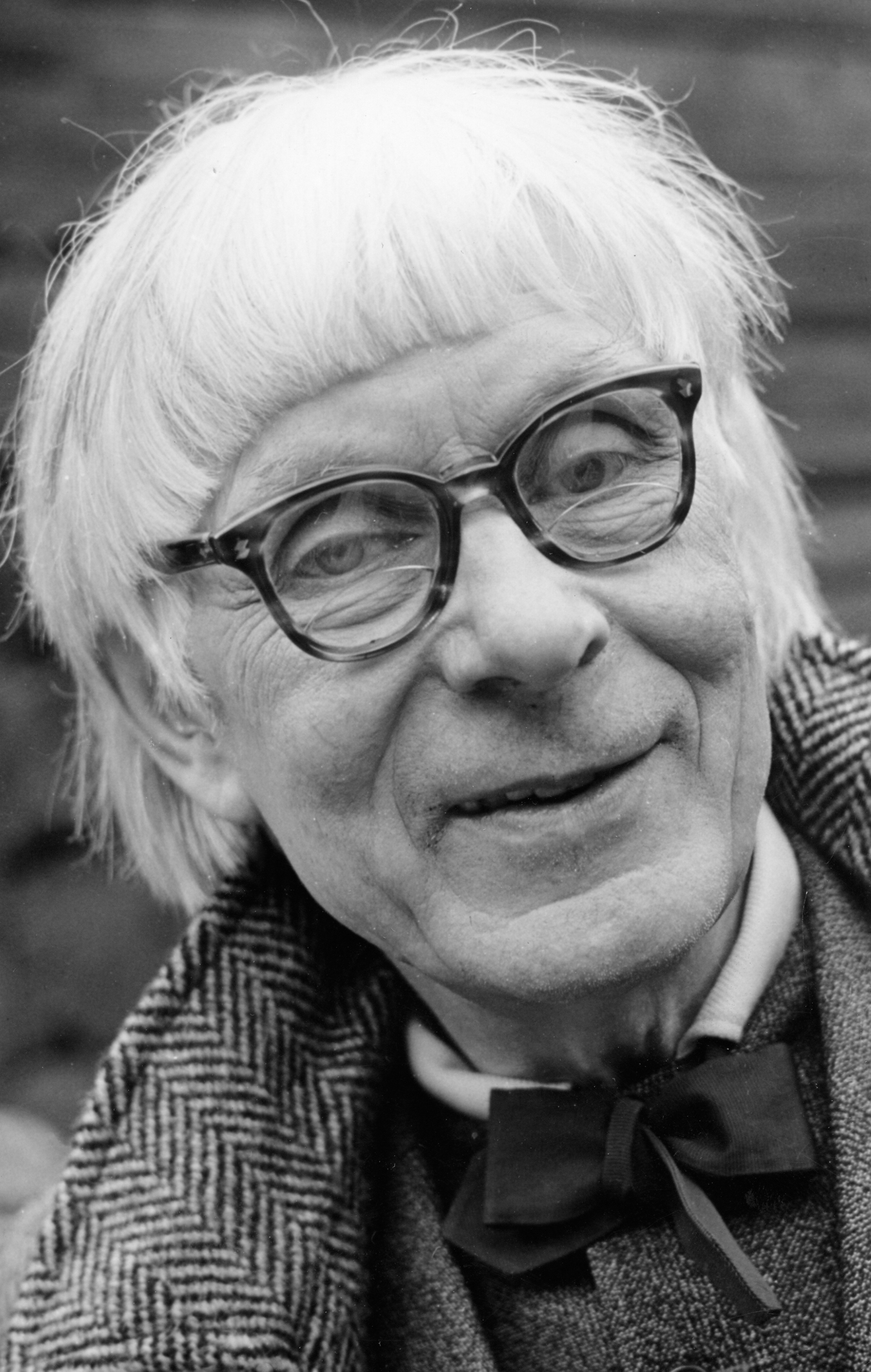
Bror Hjorth

## Alguns museus destacados
- Museu Nacional de Belas-Artes da Suécia (Nationalmuseum) em Estocolmo
- Museu de Arte de Gotemburgo (Göteborgs konstmuseum) em Gotemburgo
- Museu de Arte Moderna (Moderna museet) em Estocolmo
- Museu de Arte de Malmö (Malmö konstmuseum) em Malmö
- Academia Real de Artes da Suécia (Kungliga Akademien för de fria konsterna) em Estocolmo
- Museu Histórico de Estocolmo (Historiska museet) em Estocolmo

FONTE: Museus de arte da Suécia (Konstmuseum i Sverige)

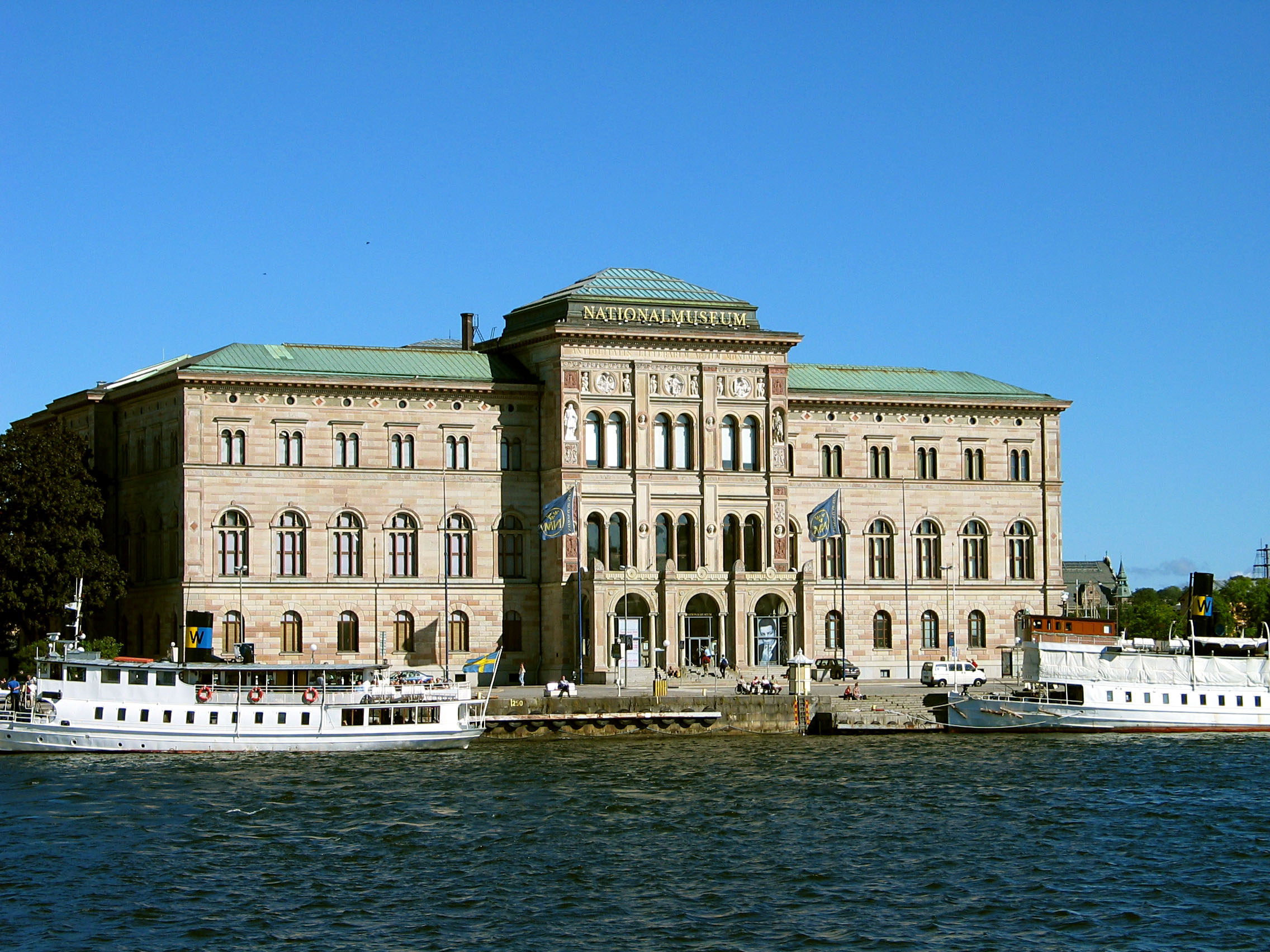
Museu Nacional de Belas-Artes (Nationalmuseum) Estocolmo
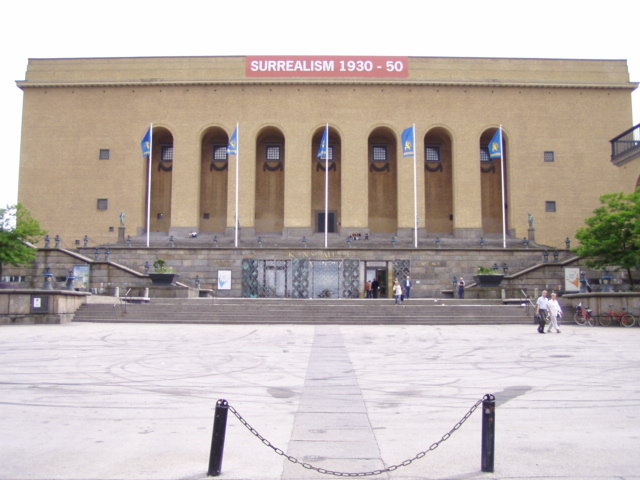
Museu de Arte de Gotemburgo (Göteborgs konstmuseum) Gotemburgo
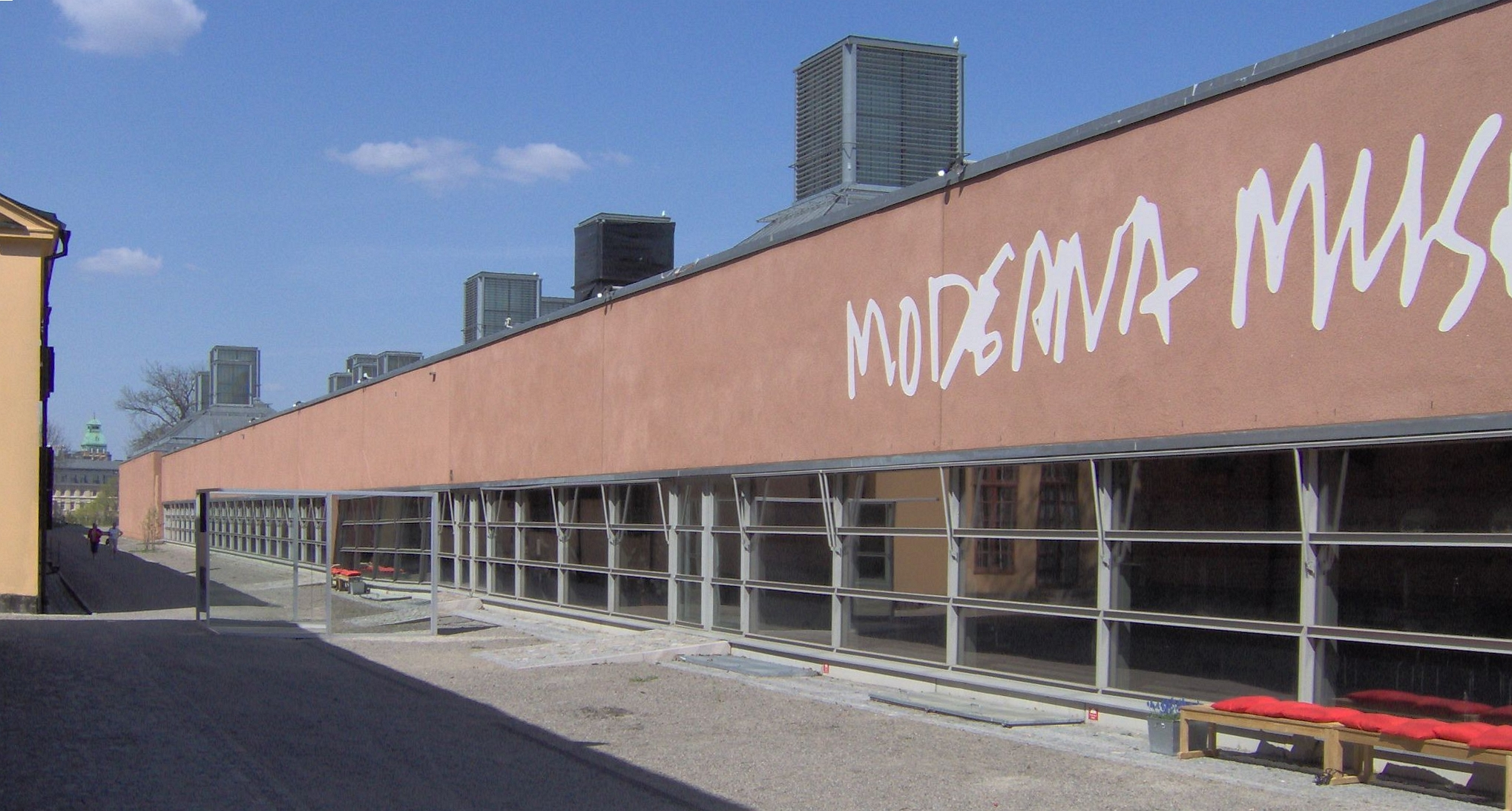
Museu de Arte Moderna (Moderna museet) Estocolmo